# Konrad Johann Martin Langenbeck
Konrad Johann Martin Langenbeck (5 de diciembre de 1776 - 24 de enero de 1851) fue un cirujano, oftalmólogo y anatomista alemán originario de Horneburg.

## Biografía
Langenbeck estudió medicina en la Universidad Friedrich Schiller de Jena y en 1802 recibió su permiso de ejercer bajo August Gottlieb Richter (1742-1812) en la Universidad de Gotinga. En 1804 se convirtió en profesor asociado y en 1807 estableció su propio instituto de cirugía y oftalmología.
Una de sus cirugías más conocidas fue la primera histerectomía vaginal. Tuvo lugar en 1813, en una mujer de 50 años. La operación fue llevada a cabo sin anestesia ni ayudante. La mujer sobrevivió y se perdió rastro de ella. La comunidad médica del momento dudó que hubiera tenido lugar, hasta que, 26 años más tarde, tras su muerte, volvió a ser localizada y se confirmó la cirugía en un análisis del cuerpo.
En 1814 fue nombrado profesor titular en Gotinga y cirujano general del ejército de Hannover.
Durante casi cincuenta años impartió clases en la Universidad de Gotinga, y entre sus estudiantes más conocidos estuvieron el cirujano Louis Stromeyer (1804-1876) y su sobrino Bernhard von Langenbeck (1810-1887). Fue considerado uno de los mejores cirujanos durante la primera mitad del siglo XIX, conocido por su rapidez y precisión en las amputaciones.
Tras su muerte fue sucedido por Friedrich Gustav Jacob Henle (1809-1885) como catedrático de anatomía en Gotinga. En 1845 fue elegido miembro de la Real Academia de las Ciencias de Suecia. Fue nombrado caballero de la Real Orden Güelfica. 

## Obras
- Anatomisches Handbuch, 1806.
- Commentarius de Structura peritonaei, Testiculorum Tunicis, 1817.
- Von den Leisten- und Schenkelbrüchen, 1821.
- Icones anatomicae (1826–1839, 8 volúmenes).

- Handbuch der anatomie mit hinweisung auf die Icones anatomicae (1831–1842).
- Mikroskopisch-anatomische Abbildungen (1848–51, 4 libros).
- Bibliothek für Chirurgie und Ophthalmologie (1806–13, 4 volúmenes).